# Blurrg
Los blurrg son unas criaturas oriundas de la luna boscosa de Endor que aparecen en el universo expandido de la Guerra de las Galaxias.
Son bípedos de grandes proporciones, de color verde oliva y aspecto amorfo. Son herbívoros y habitan en las llanuras de Endor. Se sabe que un grupo de marauders (sanyassan) que se estrellaron en dicho planeta lograron domesticarlos y usarlos como bestias de carga para la batalla.